# Ouedraogo Thomas Hénoc
 (janvier 2025).
La mise en forme du texte ne suit pas les recommandations de Wikipédia : il faut le « wikifier ».
Les points d'amélioration suivants sont les cas les plus fréquents :
- Les titres sont pré-formatés par le logiciel. Ils ne sont ni en capitales, ni en gras.
- Le texte ne doit pas être écrit en capitales (les noms de famille non plus), ni en gras, ni en italique, ni en « petit »…
- Le gras n'est utilisé que pour surligner le titre de l'article dans l'introduction, une seule fois.
- L'italique est rarement utilisé : mots en langue étrangère, titres d'œuvres, noms de bateaux, etc.
- Les citations ne sont pas en italique mais en corps de texte normal. Elles sont entourées par des guillemets français : « et ».
- Les listes à puces sont à éviter, des paragraphes rédigés étant largement préférés. Les tableaux sont à réserver à la présentation de données structurées (résultats, etc.).
- Les appels de note de bas de page (petits chiffres en exposant, introduits par l'outil «  Source ») sont à placer entre la fin de phrase et le point final[comme ça].
- Les liens internes (vers d'autres articles de Wikipédia) sont à choisir avec parcimonie. Créez des liens vers des articles approfondissant le sujet. Les termes génériques sans rapport avec le sujet sont à éviter, ainsi que les répétitions de liens vers un même terme.
- Les liens externes sont à placer uniquement dans une section « Liens externes », à la fin de l'article. Ces liens sont à choisir avec parcimonie suivant les règles définies. Si un lien sert de source à l'article, son insertion dans le texte est à faire par les notes de bas de page.
- La présentation des références doit suivre les conventions bibliographiques. Il est recommandé d'utiliser les modèles {{Ouvrage}}, {{Chapitre}}, {{Article}}, {{Lien web}} et/ou {{Bibliographie}}. Le mode d'édition visuel peut mettre en forme automatiquement les références.
- Insérer une infobox (cadre d'informations à droite) n'est pas obligatoire pour parachever la mise en page.

Pour une aide détaillée, merci de consulter Aide:Wikification.
Si vous pensez que ces points ont été résolus, vous pouvez retirer ce bandeau et améliorer la mise en forme d'un autre article.
Pour les articles homonymes, voir Thomas Ouedraogo.
Thomas Hénoc Ouedraogo, Alias OTH, est un réalisateur, producteur et acteur burkinabè. Diplômé d’une licence en réalisation de cinéma de l’Institut Supérieur de l’Image et du Son (ISIS/SE) en 2013, il est actif aussi bien devant que derrière la caméra.

## Carrière d’acteur
Enfant acteur, OTH est connu sur le petit écran africain bien avant de se lancer dans une formation en cinéma. Il a peine 12 ans quand Adama Roamba le met à l'écran dans Garba, un film sur les enfants de la rue. En 2000, il est à l'affiche du film congolais voyage à Ouaga de Camille Mouyeké, au coté de l'actrice Aïssa Maiga. Le film est sélectionné au FESPACO et remportera le Prix du Public de la ville de Ouagadougou et la mention spéciale de la Communaute Europeenne au FESPACO (Burkina-Faso) 2001. Ensuite OTH intègre plusieurs productions cinématographiques où il incarne des rôles majeurs pour les films de réalisateurs comme Dani Kouyaté, Adama Roamba ou Tasseré Ouedraogo.
En 2003, il est l’un des acteurs principaux de Source d’Histoire d’Adama Roamba, une œuvre qui examine les interactions entre jeunes villageois et soldats dans un contexte de conflit. Le film remporte le poulain d’or au Fespaco 2003.
En 2004, il joue Kadou dans Ouaga Saga, une comédie burkinabè qui explore la débrouillardise et la solidarité des jeunes de Ouagadougou. Ce film a remporte des distinctions internationales, dont le Prix du Public au Festival International du Film Francophone de Tübingen – Stuttgart.

## Carrière de réalisateur
Il est d'abord assistant réalisateur auprès de structures de production locales. Puis Thomas Ouedraogo se tourne petit à petit vers la réalisation, où il s’est fait remarquer pour son approche sensible et son traitement des questions contemporaines.
En 2019, il réalise Les Italiens, un film qui explore les thématiques de migration et d’intégration.
En 2022, son court-métrage Innocence est sélectionné au FESPACO, le plus grand festival panafricain de cinéma. Ce film traite de la complexité de la justice et de la perception de la culpabilité. Il est également reconnu pour ses collaborations en tant que premier assistant réalisateur auprès de structures de production locales et internationales.

## Filmographie

### Réalisation
- Innocence (2022) – Sélection officielle au FESPACO[6].
- Les Italiens (2019)[5].

### Assistant à la réalisation
- Thom (2016) de Tassere Ouédraogo
- Massoud (2020) de Emmanuel M'Baide Rotoubam

## Acteur

### Cinéma
- 2023: Bravo Burkina de Walé Oyéjidé.
- 2020: Le Chant des Fusils de Elliot Ilboudo.
- 2020: Une Vie de Rêve de Abdoul Aziz Nikiema.
- 2017: Carton Rouge de Augusta Palenfo.
- 2016: Fadima de Sita Traoré.
- 2004: Ouaga saga de Dani Kouyaté.
- 2001: Voyage à Ouaga de Camille Mouyéké.
- 1999: Garba de Adama Roamba.

### Séries
- 2021-2022: Sarfacity de Césaire Kafando

- 2011-2013: L'Avocat des Causes Perdues (Saisons 2 et 3) de Tahirou Tasséré Ouedraogo
- 2006: Source d’Histoire 2 d’Adama Roamba

### Court métrage
- 1999: Sondja de Maurice Kaboré.
- 2003: sources d'histoire de Adama Roamba